# Martin Schanz
Martin Schanz, från 1900 Ritter von Schanz, född den 12 juni 1842 i Üchtelhausen, död den 15 december 1914 i Würzburg, var en tysk klassisk filolog. 
Schanz blev 1870 extra ordinarie och 1874 ordinarie professor i Würzburg. Han tillhörde sin tids främsta kännare av Platon. Bland hans arbeten bör nämnas Specimen criticum ad Platonem et Censorinum (1867), Novae commentationes Platonicae (1871), Kritische Platonausgabe (1875–1887), bekant som en av de dittills bästa textupplagorna av Platon, samt Geschichte der Römischen Litteratur bis zum Gesetzgebungswerk des Kaisers Justinian (6 band; flera upplagor, 1890–1895). År 1903 fick han med Paul Monceaux dela Turinakademiens stora Vallauripris för arbeten på den latinska litteraturens område.